# Partido Comunista Brasileño Revolucionario
El Partido Comunista Brasileiro Revolucionario (portugués: Partido Comunista Brasileiro Revolucionário) fue un partido político izquierdista del Brasil, fundado en 1968 por Mário Alves, Jacob Gorender y Apolônio de Carvalho, provenientes del PCB.

## Historia
Los orígenes del PCBR se remontan a los primeros tiempos posteriores a 1964, cuando su entonces principal dirigente, Mário Alves, periodista e intelectual de prestigio dentro de la rama ejecutiva del PCB, comenzó a oponerse a las posiciones mantenidas por Luís Carlos Prestes en el Comité Central del partido, formando la denominada Corriente Revolucionaria (Corrente Revolucionária) con cierta fuerza en Río de Janeiro y el nordeste de Brasil. Después de haber sido derrotadas sus propuestas en el VI Congreso del PCB (en parte debido a maniobras burocráticas de parte de la dirección del partido) que impidió la participación de los principales delegados de la Corriente Revolucionaria), en abril de 1968 se inició el debate para la conformación formal del PCBR, en Río.
Durante ese tiempo intermedio, Manoel Jover Telles abandonó el partido e ingresó al PCB, lo que levantó la sospecha de que ya estuviese vinculado a esta organización desde la conformación de la Corriente Revolucionaria.La propuesta general del PCBR consistía en la constitución de un nuevo partido marxista que reformulase la línea tradicional del PCB respecto de la necesidad de una alianza con la burguesía brasileña, sin todavía abrazar la idea de una revolución socialista inmediata.
En cuanto a su estrategia, la peculiaridad del PCBR consistía en su defensa de una combinación entre la guerrilla rural y un trabajo de concientización de las masas en las ciudades, con vista a la formación de un eventual “gobierno popular revolucionario”. Este gobierno supuestamente cumpliría tareas “democráticas y antiimperialistas, que abrirían el camino hacia la revolución socialista, en una formulación que se aproximaba a la fórmula trotskista de la revolución permanente.

## Organización y Actividades
Desde abril de 1969, el PCBR estuvo ocupado realizando operaciones armadas de guerrilla urbana, esencialmente orientadas hacia la propaganda. El recrudecimiento de la represión en el segundo semestre de aquel año obligó al partido a reforzar su estado de clandestinidad y a lanzar operaciones más osadas. Tras el primer asalto a un banco realizado por el PCBR en Río de Janeiro, tuvo inicio una serie de encarcelamientos que alcanzaron al Comité Central del partido, llevando a centenas de sus militantes a las prisiones del entonces régimen militar brasileño. Según el relevamiento realizado por Brasil: Nunca Mais (“Brasil: Nunca más”), tuvieron lugar 31 procesos judiciales referidos o relacionados al PCBR, sumando unos 400 ciudadanos los alcanzados como reos o acusados durante las investigaciones o averiguaciones de antecedentes. Al menos 16 militantes resultaron muertos o desaparecidos por la represión militar.
De acuerdo a Jacob Gorender, uno de los dirigentes del partido, autor de "Combate nas Trevas" (“Combate en las tinieblas”), el PCBR tenía bases en Guanabara, el estado de Río de Janeiro y una menor en São Paulo. Al respecto él narra que: “En el nordeste, de [los estados de] Bahía a Ceará, teníamos una base de apoyo muy superior a cualquier facción disidente del PCB y capaz de competir en los medios de la izquierda”. En el estado de Paraná, el PCBR se expandió a partir de la ciudad de Londrina (la segunda del estado, tras su capital Curitiba).
En enero de 1970, la represión desatada por el entonces régimen militar brasileño alcanzó fuertemente al partido, incluyendo el encarcelamiento de Salatiel Teixeira Rolim. Según Gorender “Después de haber sido muy torturado, Salatiel reveló la localización de algunos refugios clandestinos del PCBR”.
A partir del 12 de enero, comenzaron a ser encarcelados Apolônio de Carvalho (1912-2005), Mário Alves (1923-1970), Miguel Batista, Jacob Gorender (1923-2013), Renê Carvalho, Álvaro Caldas (1940), además del de otros dirigentes. A partir de ahí, el PCBR fue desarticulado. A mediados de 1973, luego de ser excarcelado, Teixeira Rolim fue asesinado a tiros en el bar donde trabajaba por un comando de tres militantes del PCBR, que lo acusaron de traidor. Esta acción extemporánea fue repudiada por muchos militantes, dentro y fuera de la organización.
Algunos remanentes del partido participaron, a fines de la década de 1970 en la fundación del PT Partido de los Trabajadores (Partido dos Trabalhadores).
Actualmente funciona como tendencia interna do PT con la denominación “Brasil Socialista”, la cual tiene un brazo dentro del movimiento a favor de la reforma agraria MLST (Movimiento de Liberación de los Sin Tierra, Movimento de Libertação dos Sem Terra).